# Laurien Willemse
Laura Eveline „Laurien” Willemse (ur. 26 marca 1962 w Haarlemie) – holenderska hokeistka na trawie. Dwukrotna medalistka olimpijska.
W reprezentacji Holandii debiutowała w 1981. Brała udział w dwóch igrzyskach (IO 84, IO 88), na obu zdobywając medale: złoto w 1984 i brąz cztery lata później. Występowała w defensywie. Łącznie w kadrze rozegrała 63 spotkania (11 goli), karierę zakończyła po drugich swoich igrzyskach.